# Controne
Controne è un comune italiano di 771 abitanti della provincia di Salerno in Campania.

## Geografia fisica
Controne è situato alle falde dei Monti Alburni e immediatamente al di sopra del fiume Calore. Rientra nel territorio del Parco nazionale del Cilento e Vallo di Diano.
- Classificazione sismica: zona 2 (sismicità media), Ordinanza PCM. 3274 del 20/03/2003.

## Storia
Situato ai piedi dei monti Alburni, deve le sue origini ad un gruppo di "esuli pestani", rifugiatisi nel IX secolo d.C., dopo che l'allora Poseidonia, poi Paestum, fu invasa da un gruppo di Sibariti. Si fermarono dopo 16 miglia, e il loro primo insediamento si ebbe in località "Pezza".
Le monete raffiguranti il dio Nettuno rinvenute sul sito archeologico e i resti ancora visibili di un tempio con pavimenti mosaicati nella località "Pezza", testimoniano una presenza nel periodo ellenico.
Il suo nome, secondo un'interpretazione strettamente filologica, viene fatto derivare dal germanico (longobardo) Gundro-one (già attestato a Farfa nel 785); secondo l'interpretazione tradizionale, invece, il nome deriva dalla sua posizione e dalla esposizione al sole: Contra – Eljone (dal greco helios che significa sole), ovvero "Di faccia al sole".
In realtà, l'etimo tradizionale del toponimo può avere un'altra interpretazione.  Lucido Di Stefano di Aquara, nella sua trattazione del 1781 intitolata "Della valle di Fasanella nella Lucania", per spiegare la toponomastica del luogo, fa riferimento ad una bolla del 1168 di papa Alessandro III, nella quale Controne viene menzionata come: Monistero di San Nicolai Genestrosola, indizio chiaro, per l'autore, che il paese allora non era ancora sorto.
L'erudito spiega che Genestrosola significa Gens extra solem, con riferimento al fatto che il monte (gli Alburni), ostacolando la luce del mattino, rende l'aere meno sana. Dalla corruzione di Genestrosola deriverebbe il nome Controne, da intendersi etimologicamente nel senso di contra solem.
Il  "contra solem*, tradizionalmente considerato, su calco greco o latino, l'etimo del toponimo Controne, potrebbe, dunque, non indicare la piena esposizione del paese alla luce del sole, quanto il ritardo con cui esso ne riceve al mattino i primi raggi a causa della sua collocazione geografica. Resta aperto, rispetto a questa proposta interpretativa, il problema della difficile individuazione della collocazione del monastero nel territorio di Controne o della vicina Postiglione.
Il monastero fu fondato dal normanno Guglielmo di Postiglione. Questi ebbe due figli: Tancredi e Guglielmo II. Il feudo andò in eredità al primogenito Tancredi e successivamente ad Alessandrina, figlia di Tancredi, la quale aveva sposato Pandolfo Fasanella, anch’egli di stirpe normanna e appartenente alla famiglia dei Sanseverino.
Pandolfo di Fasanella nel 1246 partecipa alla congiura dei baroni contro Federico II, i quali, in accordo con papa Innocenzo IV, avevano progettato di assassinare l’imperatore e suo figlio Enzo, in modo da eliminare la presenza degli Svevi nel Sud Italia.
Scoperta la trama, Federico si mosse da Grosseto e accorse immediatamente nel Regno, mentre i suoi sostenitori avevano già iniziato ad assalire nel Cilento le rocche dei traditori: Sala Consilina fu occupata, Altavilla Silentina rasa al suolo. Le truppe passarono anche per Controne e, se ebbero rispetto dei monaci, non esitarono a razziare e ad appropriarsi di qualsiasi cosa potesse loro servire.  I congiurati si rifugiarono così nel castello di Capaccio, sperando nell'aiuto del Pontefice, ma nel torrido luglio, rimasti privi di acqua, furono alla fine costretti ad arrendersi. Federico fece ben centocinquanta prigionieri.
Le punizioni dei traditori furono esemplari e commisurate alla colpa. Mutilati del naso, delle mani e delle gambe, accecati con un ferro ardente perché non potessero più guardare in faccia il loro signore, gli antichi amici furono trascinati al cospetto dello spietato giudice: Federico li condannò, secondo la lex pompeia, come violenti e li trattò da parricidi. Come tali, avendo operato contro natura, furono giustiziati secondo i quattro elementi di essa: alcuni furono trascinati da cavalli sino a morte, altri bruciati vivi, impiccati, infilati in sacchi di cuoio e gettati in mare (secondo la legge romana dei parricidi: Federico fece per di più introdurre nei sacchi dei serpenti velenosi).
Successivamente vennero confiscati i beni dei Fasanella,  tra cui anche Controne, Postiglione, Aquara, Castelluccia, Civita Alburno, Corneto,  Pantoliano, Serre ed altri feudi esistenti in zona. Pandolfo di Fasanella si salvò fuggendo a Roma, ospite del papa.
Dopo lo scempio, con l'allontanarsi delle truppe imperiali, immediatamente il Vescovo di Capaccio, Benvenuto, uomo “provvidus” si diede alla ricostruzione della sua diocesi.
Gravemente danneggiata era stata anche la Badia di San Nicola, tanto da costringere i monaci a disperdersi in cerca di nuovi alloggi. Il Presule Capaccese, nel 1258, volle provvedere alla sistemazione di quel cenobio benedettino, risolvendo una vecchia questione feudale sorta con il barone di Postiglione del tempo: il medico salernitano Giovanni da Procida, subentrato ai Fasanella.
Nel mese di settembre dello stesso anno, davanti ai pubblici notai Guglielmo di Capaccio e Baldassarre di Agropoli,  il vescovo e il barone raggiunsero un accordo.
Innanzitutto fu trovata una sistemazione decorosa per i monaci benedettini, che momentaneamente si trasferirono nel convento di San Filippo martire e confessore della Castelluccia, nella cui chiesa si trovavano anche le reliquie del Santo.
Sulle proprietà del monastero di San Filippo, infatti, vantava diritti la moglie di Giovanni da Procida, per cui si rese necessario ottenere l’assenso del barone per tutta l’operazione del trasferimento e lì stettero per qualche decennio. (…provvidit transferre sedem et statum ab ecclesia Sancti Nicolai de Controne ad ecclesiam Sancti Philippi de Castelluccia in qua est corpus Sancti Philippi martiris et confessoris in quo antiquitum monasterium fuisse fertur...)
Con la battaglia di Benevento nel 1266 Carlo I d’Angiò (guelfo) sconfigge le truppe (ghibelline) di Re Manfredi. Pandolfo di Fasanella, approfitta della situazione, scende in aiuto degli Angioini e con la vittoria rientra in possesso di tutti i suoi beni, tra cui anche la Terra di Controne.
Nel 1283 Pandolfo muore, privo di eredi diretti, la baronia di Fasanella fu prima avocata alla corona e successivamente assegnata dal re a Tommaso Sanseverino, Conte di Marsico.
Fra i beni assegnati al Conte, però, non vi rientra Controne. Infatti, tra il 1275 e il 1286 l'abbazia di San Nicola è sotto la giurisdizione del vescovo di Capaccio: Pietro, che è anche abate di Controne.
La chiesa di San Nicola è di matrice Benedettina, ha fatto parte del complesso Badiale Nullius e come tale ha costituito un ente religioso autonomo, non soggetto ad alcuna autorità vescovile. Gli Abati Mitrati infatti, erano di nomina esclusiva del Pontefice. Il Vescovo di Capaccio aveva la prerogativa soltanto di: “esaminare e conferire gli Ordini Sacri a coloro che vi ascendono”. Testimone ne è una lastra di marmo del 1727 ubicata in sagrestia, in cui a seguito di un contenzioso tra il Vescovo di Capaccio e l’abate Fabrizio di Capua, papa Benedetto XIII con una bolla interviene a favore di quest’ultimo. (Foto:1)
Nel 1298 Tommaso Sanseverino,  Conte di Marsico e Contestabile del Regno, cede al nuovo Abate di San Nicola un territorio denominato Lanzo "che frammezza tra gli confini di Castelluccia e Controne col jus di formare un cannezzo per uso di pesca alla parte del Ponte, ch'è sul fiume Calore".

I benedettini ressero la Badia fino al 1477. Da questa data il monastero mantenne tutte le prerogative e i titoli, ma spesso sarà governato da un abate commendatario, al quale spetta solo la rendita che il convento produce, mentre l'autorità sui monaci è esercitata dal priore. L'abate commendatario generalmente non risiede nel monastero.

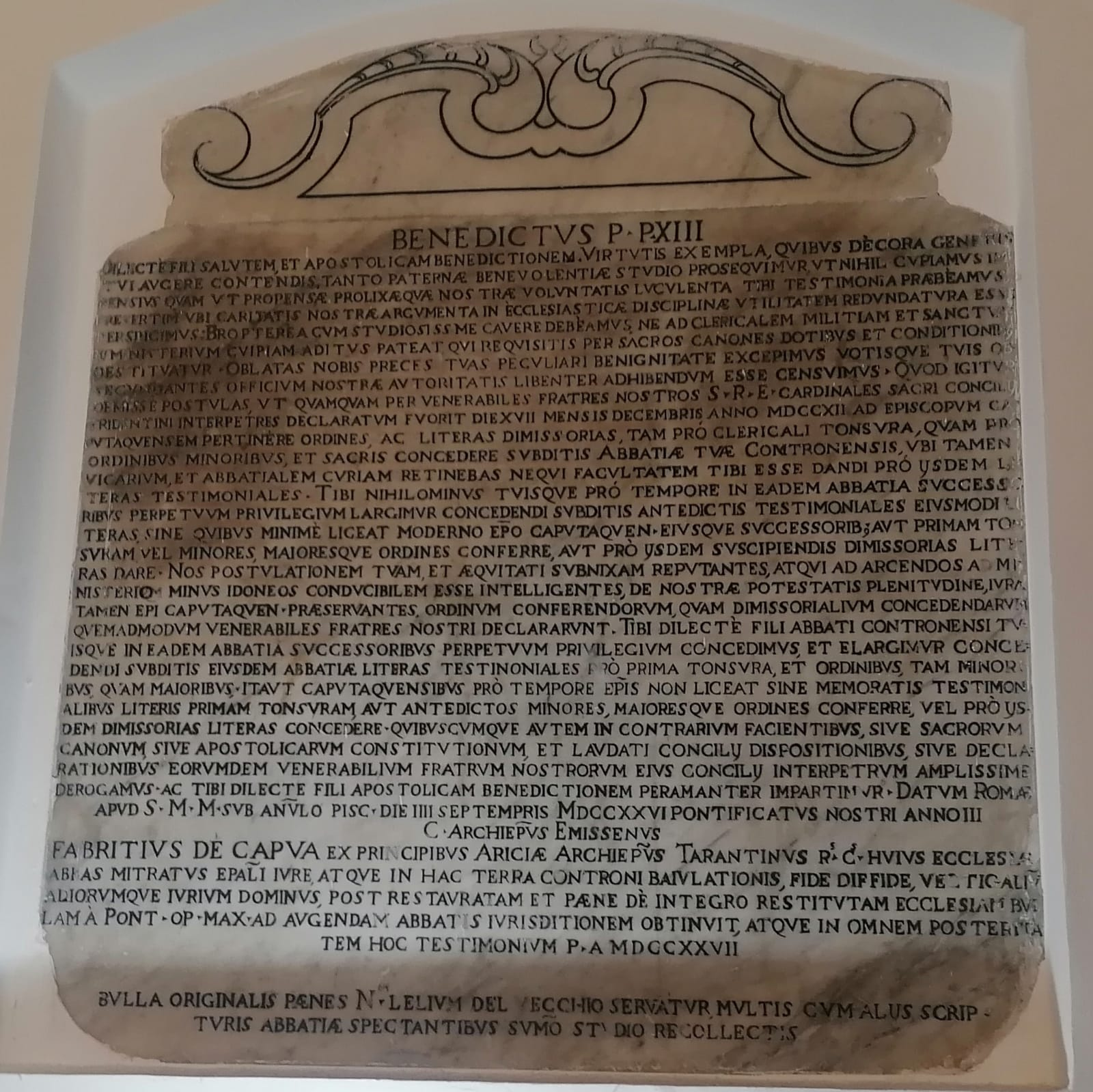
Foto: 1.Iscrizione della Bolla di Papa Benedetto XIII del 1727, apposta nella sagrestia della chiesa Nicolaiana.

L'abbazia di San Nicola ne annovera parecchi, alcuni indossarono anche la berretta vescovile o cardinalizia come il cardinale Antonio Carafa; il cardinale Bernardino Scotti; il cardinale Pier Luigi Carafa; mons. Fabrizio de Capua arcivescovo di Taranto e poi di Salerno e il cardinale Scipione Borghese.
Nel 1433 il re di Napoli Alfonso I d’Aragona concede i Contadi di Capaccio, Castelluccia, Controne ed altri ad Americo Sanseverino, signore di Montesano, Padula, Laurino e di altri Feudi.
I suddetti feudi passarono successivamente a Guglielmo Sanseverino terzogenito di Americo, ma ne fu privato in quanto ribelle al re di Napoli Ferrante I d’Aragona per aver partecipato alla nuova congiura dei baroni. Infatti, il re Ferrante, aspirava ad una modernizzazione dello stato e ad una riforma fiscale che avvantaggiasse le amministrazioni comunali chiamate Università, a discapito dei diritti feudali dei baroni e della Chiesa. I baroni mal sopportarono tale riforma e non erano disposti a perdere privilegi consolidati nel tempo.
La definitiva conclusione di questo movimento si ebbe nel 1487 nel Castel Nuovo di Napoli, precisamente nella sala dei baroni, dove furono invitati tutti i più importanti signori del Regno con la scusa di celebrare le nozze della nipote del Re. In realtà questa era una trappola: i baroni furono arrestati e condannati a morte.
Successivamente divenne signore di Controne e di Castelcivita Francesco D’Alitto, il quale appoggiò la politica francese di Francesco I e di papa Clemente VII, in contrasto con gli interessi e le mire espansionistiche dell’imperatore Carlo V d’Asburgo.
Papa Clemente VII, infatti, nel 1527, per sfuggire al Sacco di Roma ad opera dei Lanzichenecchi si era rifugiato in Castel Sant’Angelo; il D’Alitto insieme ad altri si spese per liberare il Sommo Pontefice. A causa di ciò, però, perse il feudo di Controne, il quale il 20 giugno 1527 andò a Ferdinando Vitelli, capitano di leva della Castelluccia, per ricompensarlo delle spese di guerra effettuate a favore di Carlo V.
Per questo passaggio di potere molto si prodigò il principe di Orange, viceré dell’Imperatore a Napoli: l’investitura comprendeva la concessione della bagliva (dazi e bolli per bilance, stadere) dogana (dazio di passaggio) fida (tassa di pascolo) ecc.

La famiglia Vitelli si tramanderà il feudo in eredità con Camilla, Diego, Gerolamo, fino a Biagio Vitelli (1694); successivamente passa al cavaliere Ruggiero Cavaselice, il quale riceve il feudo dalla dote della moglie, Maddalena Manganaro, erede della famiglia Vitelli.

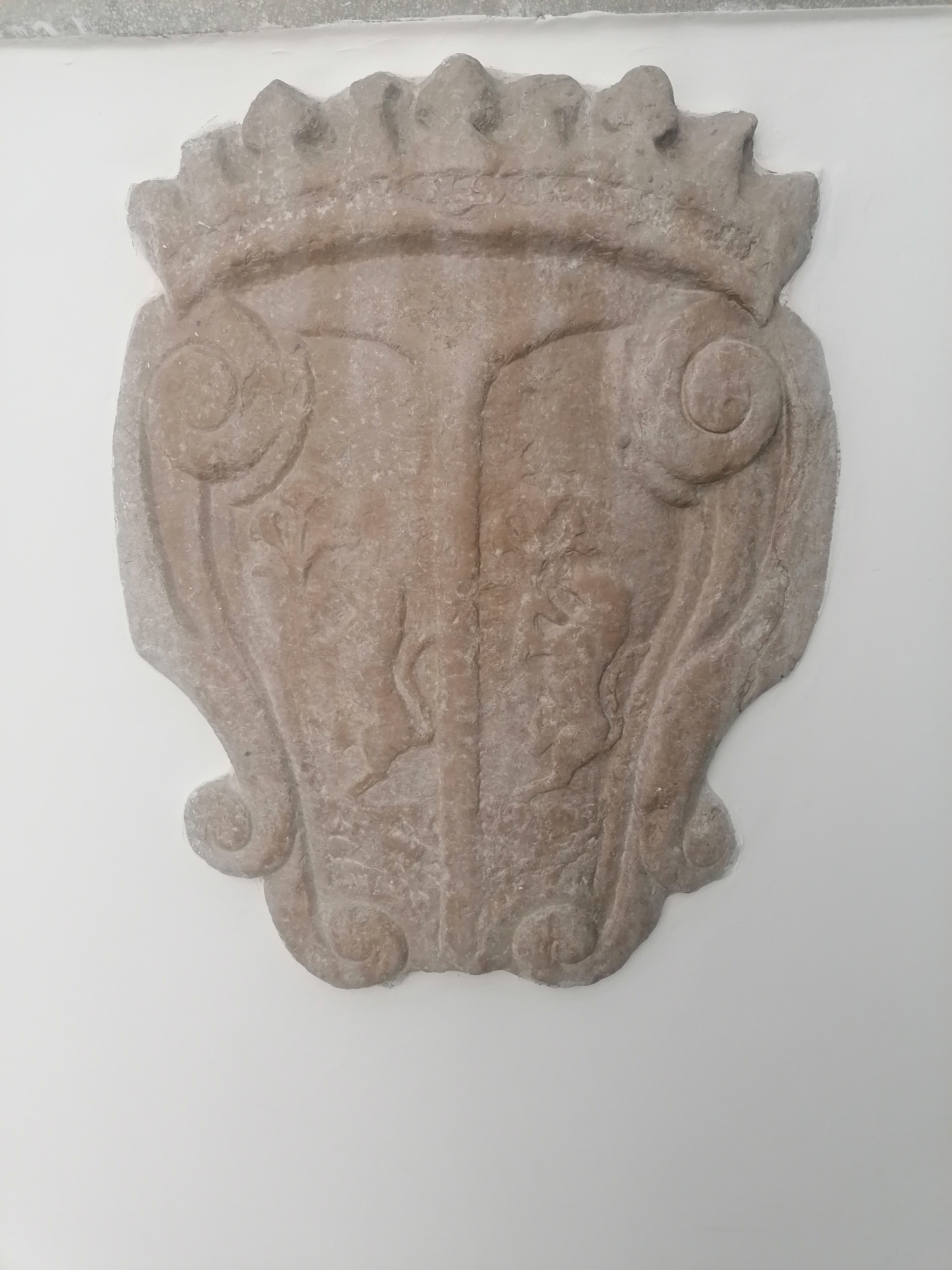
Foto:2.Stemma del Duca Marcantonio Garofalo di Postiglione (Ubicato nel palazzo comunale)

Dal 1700 in poi Controne passa al Duca di Postiglione Marcantonio Garofalo: la sua presenza è attestata anche da uno stemma di famiglia inciso su pietra, raffigurante due leoni rampanti che reggono tra le zampe due garofani. Lo stemma è ubicato nel palazzo baronale, ora palazzo comunale. (Foto:2)

Nel 1752 Carlo di Borbone faceva realizzare a Persano il Real Casino di Caccia. Il re negli anni successivi pensò di ampliare la tenuta, per avere più spazio per la sua attività venatoria. I feudi di Controne e Postiglione furono scelti per assolvere a questo scopo(1759).

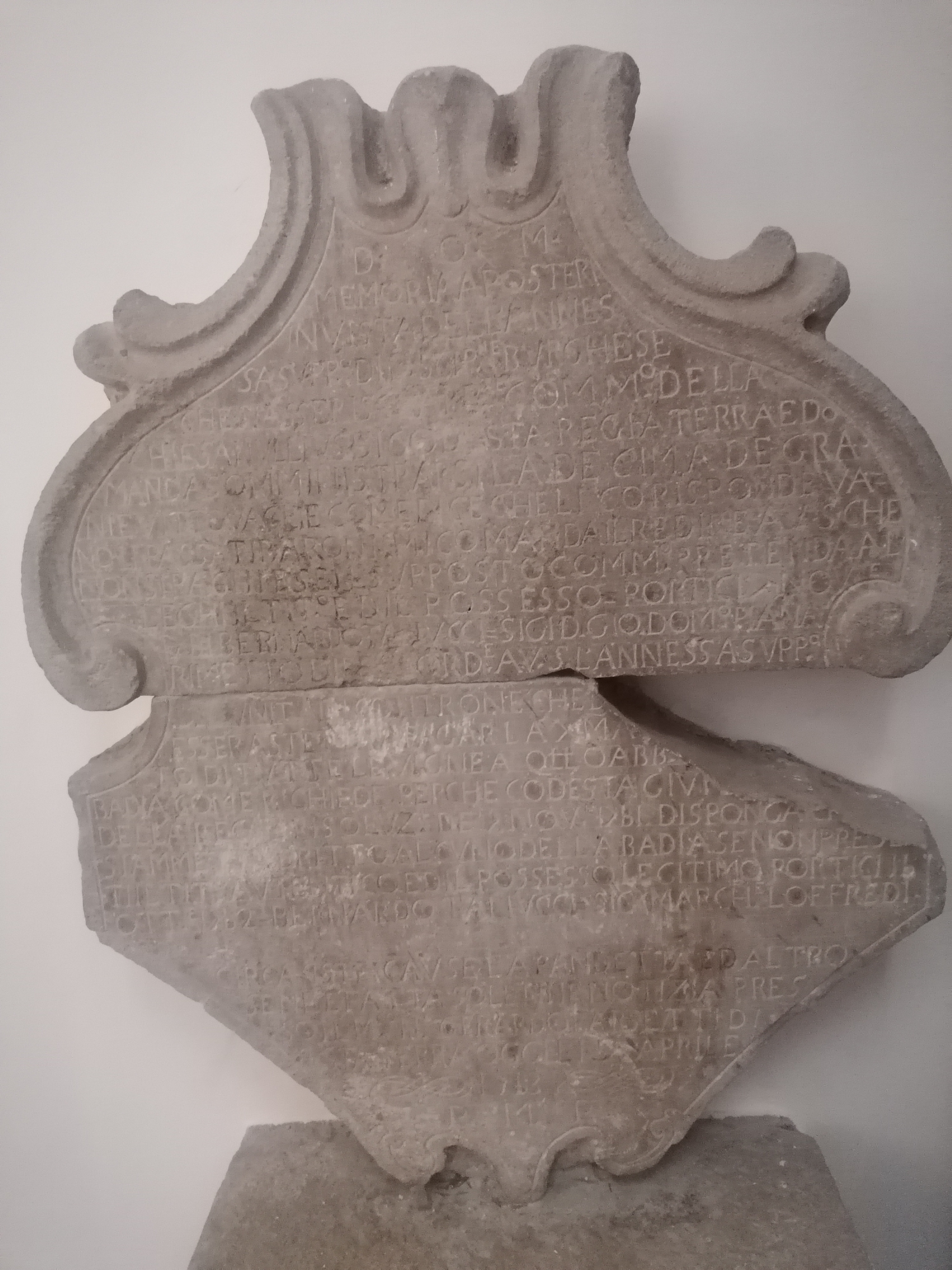
Foto:3.Lapide in pietra che attesta l'annullamento dei privilegi dell'Abbazia sul popolo contronese. Datata 9 Aprile 1763 (Ubicata nel palazzo comunale)

Il 20 settembre 1759 l'Università di Controne venne apprezzata, cioè stimata, da uomini illustri fedeli al Re e al Duca. Quest’ultimo cedeva i suddetti feudi e riceveva in cambio quelli di Bonito, Teverola e Isola di Morrone, tutti facenti parte del Principato Ultra.
Il 20 gennaio 1760 Controne diventa Regia Terra. Intanto il Re nel 1759 lascia Napoli per il trono di Spagna, con il nome di Carlo III, e cede a suo figlio Ferdinando di 8 anni il sud Italia.
Nel 1763, il notaio Gerardo Farsetti di Controne riporta l’esistenza di due dispacci reali, datati uno 1761, l’altro 1762, in cui il Re Ferdinando IV, per mezzo del segretario di Stato Bernardo Tanucci, comunicava e stabiliva in via definitiva i diritti e i doveri spettanti all’abate commendatario e al signore dell'Università.
Veniva stabilito che dal 22 maggio del 1763  "il popolo era esentato nei confronti della badia nullius dal pagamento delle decime di grani, di lino, dal pagamento di un barile di vino per ogni persona che faceva vendemmia; la popolazione veniva esentata, inoltre, dal pagare la quarta parte del prezzo della casa in caso di vendita e dalla tassa per tutti coloro che usufruivano delle canne situate vicino al fiume Calore. Inoltre, veniva finalmente abolita l’usanza di dare una gallina ai monaci per chiunque volesse edificare una nuova casa ed abolito il diritto di sepoltura e di stola o di eventuali fabbriche”
L’Abate a sua volta si impegnava a somministrare a fine anno, la carne dei maiali ai poveri (i porci sacri, liberi al pascolo) e di dare una candela ad anima nel giorno della Candelora  (2 febbraio di ogni anno). Si stabiliva, in ultimo, che l’Abate ricevesse ogni anno ducati 80 da parte dell’Università da recuperare fra la popolazione.
Gli accordi, stipulati tra il cardinale Scipione Borghese, abate commendatario e il barone di Controne, vennero suggellati a perenne ricordo, con iscrizione su pietra. La lapide è conservata nel palazzo comunale ed è datata 9 aprile 1763. (Foto:3)
La Rivoluzione Francese, al grido di “liberté, égalité, fraternité” segna una svolta decisiva, per la Francia e non solo. Il 1789 è l’inizio della fine dell’Ancien Régime e dell’ascesa definitiva della borghesia. Al di là dei differenti ed opinabili punti di vista, la Rivoluzione, ha smosso qualcosa di secolare oltre ogni limite interpretativo. Libertà ed uguaglianza sono le parole chiave del cambiamento, queste nuove idee fecero nascere anche in Italia numerose repubbliche filofrancesi e giacobine, quali, la Repubblica Ligure e la Repubblica Cisalpina nel 1797, la Repubblica Romana nel 1798 e successivamente nel 1799 la Repubblica Napoletana.
Il re Ferdinando IV avvertiva tra il popolo questa voglia di innovazione; per questo motivo, cercò in tutti i modi di ostacolarne le idee e respingere eventuali attacchi da parte dell’esercito francese.
Testimone ne è un dispaccio del 24 maggio 1796 in cui il Sovrano invita la popolazione della Regia Terra di Controne ad essere pronti a correre contri li nemici per la difesa della religione, del Trono e delle proprie vite e sostanze. L’Università risponde al Dispaccio reale l’8 luglio 1796 con questa dichiarazione: essendosi convocato pubblico parlamento precedenti i debiti banni per i luoghi soliti e consueti, propriamente nella pubblica piazza [...] alla presenza del Regio Governatore, il Clero, Galantuomini e tutti i fedeli sudditi […] incoraggiati a prender l’armi, o arruolarsi volontariamente per la difesa della religione, Trono e Patria non vi è stata persona alcuna disposta a tale servizio.
Controne, con cautela e forse ancora in modo celato, accoglieva un sogno di libertà, si dimostrava ricettivo al cambiamento, desideroso di un'innovazione non ben delineata, ma sicuramente pronto a ricevere qualcosa di nuovo e di diverso.
La cittadinanza aderì nel 1799 alla Repubblica Napoletana: venne piantato in piazza l’albero della libertà con il berretto frigio e fu dato sostegno armato alla colonna del Generale giacobino Giuseppe Schipani, che, attraverso il territorio salernitano, puntava a raggiungere la Calabria per bloccare i sanfedisti del cardinale Fabrizio Ruffo. Durante la marcia, i ribelli repubblicani incontrarono la forte resistenza degli abitanti di Castelcivita, rimasti fedeli ai Borboni, che consentì alle truppe sanfediste di muovere liberamente alla volta di Napoli. La caduta della Repubblica comportò per Controne la condanna dei suoi cittadini come ribelli della Corona e l'imposizione da parte dei sanfedisti castelcivitesi di quattromila ducati di risarcimento per le spese sofferte. Un atto del notaio Vincenzo Miele di Castelcivita, datato 24 aprile 1799, sancisce una dichiarazione di pace solenne tra i due paesi. La figura più rappresentativa dell'insurrezione giacobina contronese fu don Nicola Diodati, che subì per questo la confisca di tutti i beni, il cui ricavato servì a finanziare la festa solenne di Sant'Antonio da Padova, il santo che, per la devozione popolare, aveva protetto miracolosamente Castelcivita dall'oltraggio rivoluzionario.
Il Cilento tradizionalmente fu un territorio particolarmente temuto dai sovrani borbonici (nel 1820 lo definivano “focolaio di tutte le rivolte”). Le ribellioni, infatti, coinvolgevano fasce della popolazione non esigue e, per la loro insistenza, minacciavano la stabilità degli istituti monarchici territoriali.
La situazione peggiorò nel 1861, dopo l’Unità d’Italia: bande spesso guidate da ex militari dell’esercito borbonico si coalizzarono e intensificarono i loro crimini, sperando di sovvertire l’ordine costituito o di indurre un sostanziale cambiamento sociale. Si sviluppò, così,  il fenomeno del cosiddetto  Brigantaggio.
Gli Alburni non furono immuni da queste scorrerie, se si considera l'attività criminale di personaggi come Gaetano Tranchella, di Serre, che era stato sottufficiale dell’esercito borbonico, la cui banda raggiunse la trentina di componenti; ben noti anche i suoi luogotenenti, Vitantonio D’Errico, detto Scarapecchia, e Raffaele D’Ambrosio', i quali, assoldarono un cospicuo numero di briganti.
Alcuni contronesi furono coinvolti nelle azioni criminali di queste bande (in particolare quella di Scarapecchia), macchiandosi di soprusi, furti, omicidi, stupri e misfatti di ogni genere, documentati dai verbali della Gran Corte Criminale.

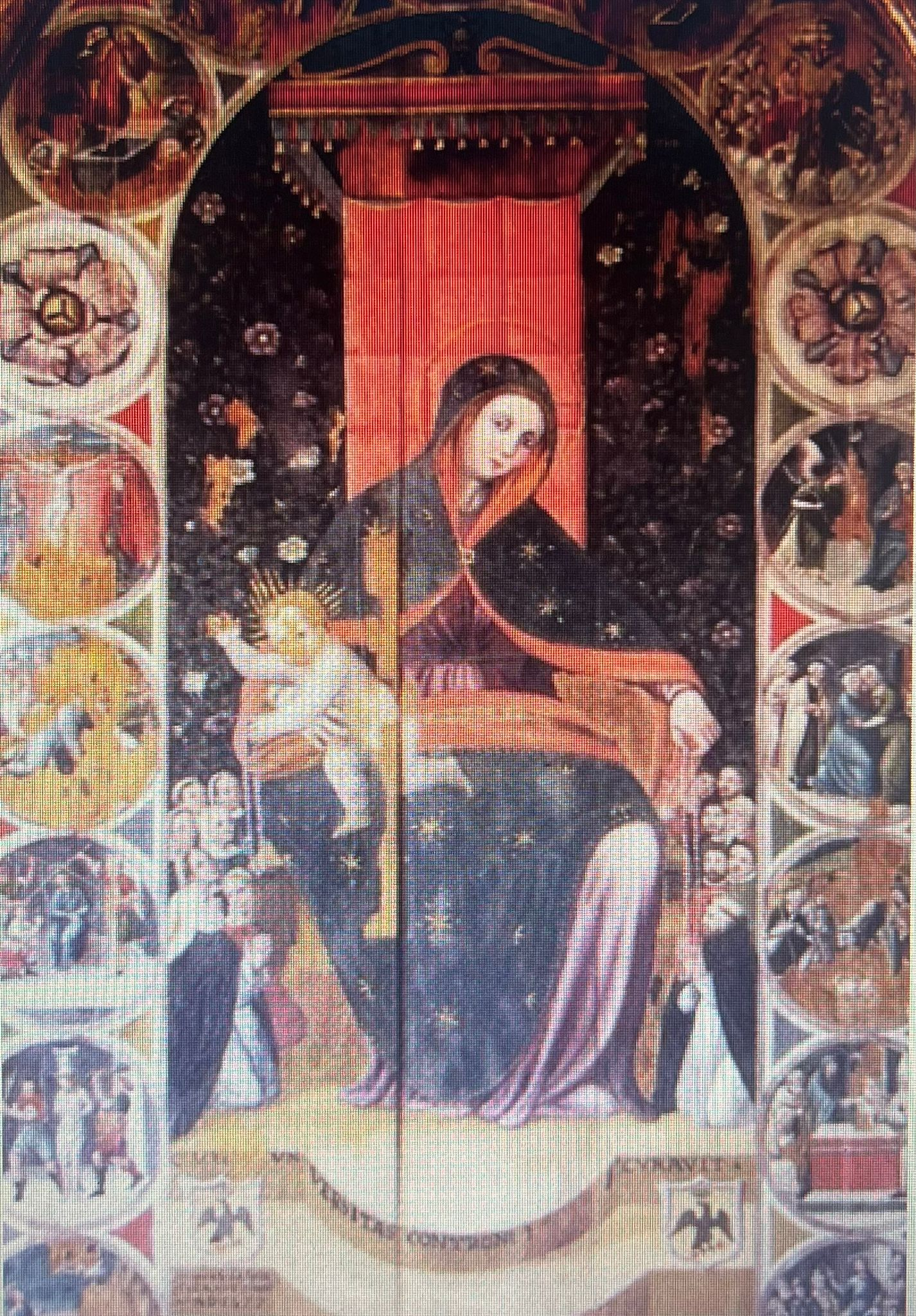
Foto 4.Pala d’altare della Madonna del Rosario, detta anche dei Quindici Misteri.Opera di Giovanni De Luca di Eboli, datata 1577.
(Ubicata: Museo Diocesano Teggiano)

Il referendum sulla forma istituzionale dello stato del 2-3 giugno 1946 vide prevalere a Controne la Repubblica con 486 voti, rispetto ai 241 della Monarchia. Il risultato di Controne risultò in assoluta controtendenza rispetto agli esiti referendari nell'intera provincia di Salerno, dove la Monarchia stravinse con il 75,17% dei consensi (264.721 voti) sulla Repubblica, che conquistò solo il 24,83% dei suffragi (87.453 voti).  L'orientamento repubblicano della popolazione contronese, documentato dall'adesione alla Repubblica Napoletana del 1799, risultò ancora una volta confermato alle origini della democrazia italiana.
Lo stemma del comune di Controne reca al centro dello scudo un'aquila bicipite, di colore grigio, con le ali spiegate. Secondo alcuni autori una testa rappresenta l'Occidente e l'altra l'Oriente, in particolare le due metà dell'Impero bizantino, una in Europa e una in Asia. Controne è uno dei quattro Comuni Italiani ad adottare un’aquila bicipite nel proprio stemma. Gli altri comuni sono: Velletri, Villafrati e Piana degli Albanesi. Al di sopra dello scudo è posta una corona. I comuni devono utilizzare una corona formata da un cerchio aperto da quattro pusterle (tre visibili), con due cordonate a muro sui margini, sostenente una cinta, aperta da sedici porte (nove visibili), ciascuna sormontata da una merlatura a coda di rondine, il tutto d'argento e murato di nero. Al di sotto dello scudo si intrecciano due ramoscelli, uno di ulivo ed uno di quercia richiamanti lo stemma della Repubblica Italiana ed aventi, come esso, questo significato: Il ramo di ulivo simboleggia la volontà di pace della nazione, sia nel senso della concordia interna che della fratellanza internazionale. Il ramo di quercia che chiude a destra l'emblema, incarna la forza e la dignità del popolo italiano. Entrambi, poi, sono espressione delle specie più tipiche del patrimonio arboreo.
L’aquila doveva essere l'emblema del feudo già in tempi antichi, infatti, nella chiesa intitolata alla Vergine Santissima, patronato dell’Università, vi era collocata una pala d’altare ad opera di Giovanni Luca De Luca, originario di Eboli, datata 1577.
Il dipinto ad olio, di dimensioni ragguardevoli, (conservato presso il museo diocesano di Teggiano) oltre a raffigurare la Madonna del Rosario, seduta in trono con bambino, riporta in basso, il nome dell’Università e due aquile reali di color nero. (Foto: 4)
Con l’opera, commissionata dalla baronessa Camilla Vitelli e dalla popolazione civica, si voleva dare simbolicamente un'ispirazione identitaria e di orgoglio, nei confronti dell’Abate Commendatario.
Non va trascurato il fatto, (ma questa è solo un’ipotesi) che l’aquila nera è anche l’emblema dell’imperatore Carlo V, il quale, donò il feudo, nel 1527, alla famiglia Vitelli.
Dal 1811 al 1860 ha fatto parte del circondario di Postiglione, appartenente al distretto di Campagna del regno delle Due Sicilie.
Dal 1860 al 1927, durante il regno d'Italia ha fatto parte del mandamento di Postiglione, appartenente al circondario di Campagna.

## Società

### Evoluzione demografica
Abitanti censiti

## Economia
L'economia di Controne è legata fortemente all'agricoltura. Si producono l'olio d'oliva e il rinomato fagiolo di Controne.

### I fagioli di Controne
Le caratteristiche più importanti, che fanno del fagiolo di Controne un prodotto pregiato, sono di tipo fisico ed organolettico. L'alta digeribilità, la presenza di una buccia (scorza) sottile, i tempi di cottura nettamente inferiori a quelli dei comuni fagioli, le sensazioni "al palato"; hanno contribuito a fare sì che Slow Food inserisse questo prodotto nelle 100 specialità italiane da salvare.

## Infrastrutture e trasporti

### Strade
- Strada Regionale 488/a Innesto SS 19(Ponte Molinelle)-Controne(bivio SP 246);
- Strada Regionale 488/b Controne(bivio SP 246)-Roccadaspide-Castel S.Lorenzo-Felitto;
- Strada Provinciale 12/a Controne-Castelcivita-Bivio S.Vito;
- Strada Provinciale 60 Innesto SS 19-Postiglione-Controne;
- Strada Provinciale 246/b Controne verso il Calore;

## Amministrazione

### Sindaci di Controne
| Periodo        | Periodo        | Primo cittadino        | Partito      | Carica  | Note |
| -------------- | -------------- | ---------------------- | ------------ | ------- | ---- |
| maggio 1977    | maggio 1982    | Armando Poti           | lista civica | Sindaco |      |
| maggio 1982    | maggio 1997    | Michele Girolamo Conti | lista civica | Sindaco |      |
| maggio 1997    | 29 maggio 2006 | Guglielmo Storti       | lista civica | Sindaco |      |
| 29 maggio 2006 | 5 giugno 2016  | Nicola Pastore         | lista civica | Sindaco |      |
| 5 giugno 2016  | in carica      | Ettore Poti            | lista civica | Sindaco |      |

### Altre informazioni amministrative
Il comune fa parte della Comunità montana Alburni.
Le competenze in materia di difesa del suolo sono delegate dalla Campania all'Autorità di bacino interregionale del fiume Sele.

## Sport
Gli sport più praticati a Controne sono il calcio e la pallavolo. La società calcistica locale è il Controne, fondato nel 2009 in continuità con esperienze pregresse, mai spintasi oltre le divisioni dilettantistiche territoriali.
Esiste anche una squadra di calcio a 5, il Futsal Controne, che a sua volta milita a livello locale.